# Premio Fundación José Manuel Lara
El premio Fundación José Manuel Lara fue un premio privado que se convocaba anualmente por la institución homónima y doce editoriales de España (Algaida, Anagrama, Destino, Espasa, Lengua de Trapo, Mondadori, Planeta, Plaza y Janés, Pre-Textos, Seix Barral, Siruela y Tusquets) para premiar a la mejor novela publicada en español.
Fue otorgado en 2002 por primera vez. A propuesta del jurado se podía galardonar cualquier novela escrita en español y publicada en primera edición por cualquier editorial en ese año, con independencia del país. El jurado estaba compuesto por representantes de cada una de las editoriales convocantes, y cada miembro podía proponer hasta dos novelas, siempre que no hayan sido publicadas por la editorial que representan. Los premios se entregan en una gala en la sede de la Fundación en Sevilla.
A diferencia de otros premios, este se otorgaba a la mejor novela del año publicada el año anterior y estaba dotado de 150.000 euros, no para el autor sino para la promoción de la obra ganadora.
| Año  | Novela ganadora                     | Autor              | Novelas finalistas | Autores                                                                           |
| ---- | ----------------------------------- | ------------------ | --- | --------------------------------------------------------------------------------- |
| 2002 | El cielo raso                       | Álvaro Pombo       | Soldados de Salamina Romanticismo La aventura del tocador de señoras Lo real                                                   | Javier Cercas Manuel Longares Eduardo Mendoza Belén Gopegui                       |
| 2003 | El arpista ciego                    | Terenci Moix       | Los aires difíciles Sangre a borbotones Tu rostro mañana El mal de Montano                                                     | Almudena Grandes Rafael Reig Javier Marías Enrique Vila-Matas                     |
| 2004 | Veinte años y un día                | Jorge Semprún      | El tiempo de las mujeres Jardines de Kensington Las trece rosas Los amigos del crimen perfecto                                 | Ignacio Martínez de Pisón Rodrigo Fresán Jesús Ferrero Andrés Trapiello           |
| 2005 | Al morir Don Quijote                | Andrés Trapiello   | 2666 Memorias de mis putas tristes Castillos de cartón La mosca soldado                                                        | Roberto Bolaño Gabriel García Márquez Almudena Grandes Marcio Veloz Maggiolo      |
| 2006 | Doctor Pasavento                    | Enrique Vila-Matas | La velocidad de la luz Una palabra tuya Canciones de amor en Lolita's Club Un encargo difícil                                  | Javier Cercas Elvira Lindo Juan Marsé Pedro Zarraluki                             |
| 2007 | Mauricio o las elecciones primarias | Eduardo Mendoza    | Santo Remedio El coleccionista de almas perdidas La voz interior Últimas conversaciones con Pilar Primo En el nombre del cerdo | Rafael Courtoisie Irene Gracia Darío Jaramillo Antonio Prometeo Moya Pablo Tusset |
| 2008 | El corazón helado                   | Almudena Grandes   | Mundo maravilloso La loca de Chillán El padre de Blancanieves Los príncipes valientes                                          | Javier Calvo Aquilino Duque Belén Gopegui Javier Pérez Andújar                    |
| 2009 | El país del miedo                   | Isaac Rosa         | Paraíso inhabitado La familia de mi padre Sal El comienzo de la primavera                                                      | Ana María Matute Lolita Bosch Manuel García Rubio Patricio Pron                   |